# Getande graankever
De getande graankever (Oryzaephilus surinamensis) is een keversoort uit de familie spitshalskevers (Silvanidae). De wetenschappelijke naam van de soort werd in 1758 als Dermestes surinamensis gepubliceerd door Linnaeus.